# Eumops hansae
Eumops hansae là một loài động vật có vú trong họ Dơi thò đuôi, bộ Dơi. Loài này được Sanborn mô tả năm 1932.